# 大学受験ラジオ講座
大学受験ラジオ講座（だいがくじゅけんラジオこうざ）は、文化放送やラジオたんぱ（現:ラジオNIKKEI）など全国のAM・FMラジオ放送局で放送された番組。旺文社一社提供。通称「ラ講」（ラこう）。

## 概要
旺文社の創業者赤尾好夫が、「大学受験教育の地域格差を放送を通じて解消していく」という理念を掲げ、自ら設立に関与した日本文化放送協会（現・文化放送）に企画を持ち込んで、1952年（昭和27年）3月31日の開局と同時に放送開始。
日本短波放送（NSB）が開局した1954年（昭和29年）8月からは、そちらでも放送が始まり全国での聴取が可能になった。後に、同じく教育の地域格差解消をテーマに『百万人の英語』が立ち上げられて、そちらも文化放送と日本短波放送で同時放送されるに至った。基本的には毎日1講座30分単位で2本放送された。
ブラームス作曲の「大学祝典序曲」がテーマ曲として使用された（ただし末期はポップ調にアレンジ）が、放送開始・終了、講義開始前・終了時のアナウンス、旺文社の生CMは各局それぞれで行っており、あいさつが異なるケースさえみられた。放送時間もエリアも重複するCBCラジオと岐阜放送では、テーマ曲が2回流れる岐阜放送のほうがやや本編が遅く放送されていた。

なお例年12月31日は、AM全局とラジオたんぱで「ゆく年くる年」が放送される関係で、放送休止（休講）となっていた。

## 歴史

### 番組初期から中期の展開
日本短波放送での放送開始で全国どこでも聴ける番組となり赤尾の掲げた目標は一応達成されたが、放送による一斉授業形式ならではの問題も抱えていた。リスナーとなる受験生一人一人の学習進度や志望校に関係なく、同じ講義を一律に送り出さなければならなかったのである。旺文社は当初、月刊でラジオ講座のテキストを発行し、それに先輩格の大学受験総合誌『蛍雪時代』を含めた形で受験生のフォローアップを行うことを考えていた。昭和30年代には、旺文社が大学受験産業でほぼ独占的なシェアを獲得していて、他の教育形態もまだそれほど伸びていなかったため、このスタイルで十分成り立った。
ところが1961年（昭和36年）、増進会出版社（現・増進会ホールディングス）が難関大学志望の高校生を対象にした国内初の個別通信添削指導『Z会の通信添削』をスタートさせ、ラジオ講座は強力なライバルと出会うことになった。1969年（昭和44年）には、福武書店（現・ベネッセコーポレーション）が『進研ゼミ高校講座』の前身『通信教育セミナ』を立ち上げ、旺文社も『旺文社ゼミ』の名前で追随。旺文社は、ラジオ講座を聴取し、旺文社ゼミも併せて受講することで、学習効果の増大を狙った。
一方で、開始当初から昭和30年代には、大半のネット局で22 - 24時のプライムタイムに放送されていたが、昭和40年代以降、この時間帯が若者向けになるにつれて、ほとんどのラジオ局で放送時間は午前5時台へと追いやられた。このため受験生個人で毎日の放送をタイマー録音し、後で都合のいい時に聴く習慣がついていった。1980年（昭和55年）10月改編以前で夜間放送だったのは、ラジオたんぱと文化放送（23:30 - ）、およびラジオ関西（23:35 - ）だった。当時、文化放送の22時以降は「夜のニュース・パレード」や外郭団体（日本英語教育協会）経由で実質旺文社提供だった『百万人』などの番組が並んでいた。
1982年（昭和57年）以降、地方で民放FM局の開局が続き、AMラジオ局で放送されない地域で5:00 - 6:00に放送され、放送形態の垣根を越えて放送される番組となった。そういった地方の学生のために、旺文社は希望する高校に講義放送のテープ（2講義分を収録、放送月初に送付し翌月回収のため、オンエア前や聞き逃した講義を聴くことが出来た。ただし蛍雪アワーを除く）を無償で貸し出したり、後にはラジオ講座を編集したテープを販売していた。
しかし、後期には通信添削市場の成長による受験産業の多様化に加え、文化放送の編成政策に2度まで翻弄される事態となり、次第に番組の立ち位置が怪しくなっていく（後述）。

### 文化放送での野球放送への影響
本番組の存在は、旺文社が大株主となっていた文化放送で長年、編成上のネックとなっていた。特に1980年代以降、文化放送が平日の野球中継に参入すると、深刻な影響を及ぼすようになっていった。

#### てるてるワイドとライオンズナイター
1980年（昭和55年）10月改編で文化放送初の本格的な夜ワイド『吉田照美のてるてるワイド』が立ち上がると、24時までの放送枠を確保するため月曜から金曜の講座が夕方の18:30 - 19:30に移動した。土曜と日曜の講座は『ホームランナイター』の絡みで、平日と放送時間が異なることになる（24:30 - 25:00）。さらに1982年（昭和57年）4月改編で『ライオンズナイター』（当時は野球情報バラエティ番組として放送）が立ち上がると、ラ講がネックとなり試合開始から終了までの放送を求めるリスナーの声に応えられないという新たな問題が沸きあがる。
1984年（昭和59年）4月改編で『ライオンズナイター』が放送時間拡大になると、ラ講は直後に放送されていた『百万人』とセットで30分繰り上がって18:00 - 19:00の放送に変更、翌1985年（昭和60年）4月改編で『ライオンズナイター』が他局と同じ一般的な中継スタイルを取り入れると、試合開始からの放送に対応するため再び深夜に戻され、平日と週末の放送時間が再び統一された（全曜日24:30 - 25:30）。

#### 延長なしのライオンズナイター
当時のプロ野球はセ・リーグが試合開始後3時間20分、パ・リーグが3時間を超えて新たなイニングに入らないルールがあったため、18時開始の西武ライオンズ球場での西武主催ゲームを中継することを前提に、ライオンズナイターは21:30までとして延長なしと設定された。これにより、平日夜のワイド番組は定時から放送でき、タイマー録音する学生への配慮やテキストへの時間記載などで24:30のスタートを変更できなかったラジオ講座の放送にも支障を与えないという編成対策が採られた。ライオンズの親会社の西武鉄道（西武ホールディングスの子会社）が筆頭株主になったNACK5が開局して最初のシーズンとなる1989年（平成元年）に限り、21:30以降試合が続く場合は同局で試合終了までリレー放送する形とした。

ただし、優勝決定試合は例外的に試合終了まで放送することになっていた。1988年（昭和63年）10月19日のパ・リーグ優勝を賭けたロッテオリオンズ対近鉄バファローズのダブルヘッダーはリスナーの抗議殺到を受けて第1試合途中から『文化放送緊急スポーツスペシャル』として第2試合終了まで放送したが、夜ワイド番組『お遊びジョーズ』は後続のラ講のあおりを受けて短縮されるという、当時の文化放送では極めて異例の対応がなされた。

#### 野球延長容認へ
『ライオンズナイター』は1990年（平成2年）のNPBのルール改正でパ・リーグの試合時間制限が4時間に延長されると、最大で21時50分までの放送となる。23時台にあったNRN全国ネットの花王一社提供枠が終了した後の1992年（平成4年）からは22時以降も夜ワイドの放送時間を短縮するスタイルが導入され、試合終了までの完全放送が実現されるようになった。のちに、同局では本番組終了後の2011年（平成23年）まで同様の形を取った。
いち早く試合時間無制限に切り替わっていたセ・リーグの試合が中心の『ホームランナイター』も最大延長を22時から22時30分に変更したが、後続に『さだまさしのセイ!ヤング』『東京ライブミックス』といった生放送番組があること、さらにはそれら番組の出演者やスポンサー・『セイ!ヤング』に至っては同時ネット局の存在も障害となり、試合終了までの放送はできなかった。

### Jランドへの転換と失敗
上記のように、野球延長の場合は夜ワイドの放送時間を短縮するなどの対応をとりつつラ講は継続されたが、次第に午前1時スタートの裏番組に対抗することができなくなっていった。
1992年（平成4年）10月改編で後続の『百万人』が、1993年（平成5年）4月改編では、ラジオたんぱでラ講の前に放送されていた『合格いっぽん道』がそれぞれ打ち切られ、両番組を統合した大型枠『合格プロジェクト』の一コーナーとしてラ講が60分間放送された。『プロジェクト』がある程度の支持を得たという旺文社側の手応えと、『ミスDJ』以来の大型深夜放送となる『Come on FUNKY Lips!』の開始を決めた文化放送の思惑が一致したところへ、『さだセイ』パーソナリティのさだまさしが降板を申し入れる。
このため、1994年（平成6年）4月改編で文化放送でも全面リニューアルが行われ、『さだセイ』の枠が空く土曜夜と、日曜夜にラ講を集中的に放送することにした。1994年4月8日の講義を最後に開局以来42年間続いた連日放送が終了する。明けて1994年4月9日からは、『Jランド 大学受験生ナマワイド』（ジェイランド だいがくじゅけんせいナマワイド）と改題、週末の23時から情報コーナーを挟んで土曜は3時間、日曜は2時間の枠が確保された（これによって各講座の1コマあたりの時間も短縮）。これにより、『ホームランナイター』は最大延長が23時まで延長されるようになる。

内容としては『合格プロジェクト』の形態を基本的に引き継ぎ、ナビゲーター役として藤木千穂（当時・文化放送アナウンサー）を起用し、受験に関するミニ情報やフリートーク、リクエスト音楽の紹介などが行われた。情報コーナーは旺文社がラ講テキストに替えて創刊したCD講座付き受験情報誌「KEISETSUアルシェ」と連動させた。長年使われた「大学祝典序曲」もこの年度は使用されなかった。
文化放送と同時にフルネットした独立局のラジオ関西以外のネット局は、帯番組形態を継続しつつも「Jランド 旺文社大学受験ラジオ講座」と改題し放送時間が45分に短縮された。ラジオたんぱでは『合格プロジェクト』が継続され、その中の45分枠で放送されることになった。
夜ワイド番組に近い形にするリニューアルを断行したものの、メインターゲットは高校3年生と浪人生ということもあり聴取率が大きく下がった。文化放送では『さだセイ』がさだのファンを中心に幅広い層のリスナーを獲得していたのとは対照的に、世代別でNHK R1『ラジオ深夜便』の独走を許してしまう。特にタクシー運転手など大人世代はほぼ離れてしまった。ラジオ関西でも、週末放送で遠距離受信者が非常に多い『林原めぐみのHeartful Station』『青春ラジメニア』『ピーターパンクラブ』の放送曜日・時間が変更となった。こうして、文化放送とラジオ関西の両局とも『Jランド』は完全に失敗と判断せざるを得なくなった。

### シリーズの終焉とその後

#### 旺文社の決断
『Jランド』の編成失敗で早期にA&G強化へ舵を切りたいという文化放送側の事情に加え、旺文社内部でも第2次ベビーブーム世代の大学進学が一巡し本格的な少子化時代を迎える中で、リスナーの絶対数が減るとともに「アルシェ」の売り上げも先細りになると判断、番組の将来を悲観する向きが広がった。この時旺文社では、近い将来にその可能性が迫っていた大学全入時代が現実化すれば、受験生の番組に求めてくるレベルも多様化し既存のスタイルでは対応できなくなるというところまで視野に入れていた。
こうして文化放送と旺文社、両社の利害が一致してついにラ講はAM・FM局での放送終了が決まる。『Jランド』『ラ講』共に、1995年（平成7年）4月2日の放送をもって番組終了、43年の放送にピリオドを打った。

#### 文化放送の編成転換
『Jランド』へ移行した1994年4月以降、月 - 木曜の24時台は『Lips』→『LIPS PARTY 21.jp』→『レコメン!』と夜ワイド路線に組み込まれ現在に至り、NRN全国ネットも行われるが、これはラ講とは全く異なるもので、むしろ1991年以前の夜ワイド23時台花王枠が形を変えて復活したものと言うことができる。
一方、金曜24時台は『アニメスクランブル』が日曜22:30から移動、2009年（平成21年）10月改編で土曜に移動するまで、15年間変わらない長寿番組となった。

『Jランド』の終了した1995年4月改編では土・日曜の夜間・深夜枠をA&G枠の中核として方針転換、『ドリカン』『アニスパ!』『こむちゃっとカウントダウン』などの長寿番組を次々と輩出し現在に至る。また、ホームランライターも試合終了まで放送できるようになった。
なお『Jランド』終了後、文化放送での旺文社提供枠は日曜夜の録音番組1本分（『アルシェくらぶ ITEMAE RADIO』→『平松晶子のVOICE OF WONDERLAND』）のみとなり、それも旺文社の経営悪化により1998年（平成10年）10月改編で廃枠。開局から46年間続いた文化放送での旺文社による番組提供活動がすべて終了した。後述するラジオ関西・ラジオたんぱと異なり、『ラ講』が採った講義形式での放送は現在に至るまで一度も行われていない。

#### ラジオ関西の場合
ラジオ関西でも『Jランド』の編成失敗から早期に編成方針を転換しようとしたが、『青春ラジメニア』はしばらく金曜24時台・25時台の生放送が続き、『Jランド』以前に編成していた土曜24時台・25時台に再移動するには編成上時間がかかった。
『Jランド』終了後、土曜23時台は『Jランド』放送のために金曜23時台へ移動した『林原めぐみのHeartful Station』が1997年4月に再移動し、土曜24時台・25時台は『青春ラジメニア』が再移動する2001年3月までは文化放送制作のアニラジ番組などが放送されていた。
一方の日曜は23時台に『アルシェくらぶ-』を文化放送とネットして放送していたが、24時台は番組編成が迷走していた。そして、旺文社提供の番組枠が終了した1998年10月改編以降、日曜24時台に『ハイスクールGO太!!』というラジオ講座番組を独自で開始し、2005年12月まで続いた。

### ラジオたんぱ独自の「大学合格ラジオ講座」へ
ラジオたんぱでは文化放送が『Jランド』を打ち切るのと同時に、『合格プロジェクト』が『合格ラジオ』と改題され、これに含まれる形でラ講が引き続き放送された。大学合格ラジオ講座は、旺文社ではなくラジオたんぱが公式テキストを作成して全国の高校3年生に無料配布したため、ラジオたんぱの後身の日経ラジオ社は「ラ講の系譜を引き継ぎはしたがラ講がラジオたんぱ単局での放送になったのではない」としている。一方で旺文社も『アルシェ』の発行は続けた。
しかし、ラジオたんぱの受信には専用の短波ラジオが必要であり、リスナーに追加負担を強いることになった。BCLブームが去り短波ラジオの売上も年々縮小する中で、専門的な番組が多く聴取率も知名度もまず期待できないラジオたんぱでの継続は非常に厳しいものだった。なおかつ経営が悪化の一途を辿っていた旺文社に、AM・FM局での放送を失っていたラ講を復活させる余力は残っていなかった。
1999年（平成11年）4月改編で『合格ラジオ』は打ち切りに追い込まれ、開局以来47年間続いたラジオたんぱ受験生向け番組の系譜が途切れた。ほぼ同時期に『アルシェ』も休刊（実質的な廃刊）となり、旺文社模試・旺文社ゼミもZ会やベネッセなど通信添削大手の攻勢の前に低迷し、2000年（平成12年）度を持って事業撤退となった。
2001年（平成13年）に旺文社は再建のため保有していた文化放送とテレビ朝日（現・テレビ朝日ホールディングス）の株をすべて売却。開局以来50年間続いた旺文社と文化放送の資本関係は解消された。

## 主な歴代講師
- J・B・ハリス (英語)
- 伊藤和夫(英語)
- 猿渡周一郎
- 塩田良平（国語）
- 押田全人
- 岡部恒治(数学)
- 岩田一彦(世界史)
- 宮崎尊(英語)
- 原栄一(古文)
- 御園和夫 (英語)
- 国広功(国語)
- 佐藤忠志 (英語)
- 竹内敬人(化学)
- 三國均(化学)
- 山本洋（英語）[注 3]
- 寺田文行 (数学)
- 秋山仁 (数学)
- 安田亨（数学）

- 志村和久(漢文)
- 出口汪(国語)
- 勝浦捨造 (数学)
- 小西甚一（古文）
- 松山正男 (英語)
- 菅野祐孝(日本史)
- 田名網宏(日本史)
- 西尾孝 (英語)
- 前川裕(英語)
- 竹内均 (物理)
- 中田靖泰(英語)
- 猪狩博 (英語)
- 長岡亮介(数学)
- 長崎玄弥（英語）
- 塚原鉄雄 (小論文・国文法)
- 辻良平 (数学)
- 渡辺次男 (数学)

- 土師政雄 (数学)
- 冨倉徳次郎（古文）
- 武石彰夫(国語)
- 堀木博禮 (現代文)
- 木谷喜美枝(国語)
- 林省之介(古文)
- 森野宗明(古文)
- 鈴木一雄（古文）
- 森岡一俊
- 広川勝美(国語)
- 田中雅英(物理)
- 橋本健一
- 中村明蔵
- 長坂政信
- 吉村作治 (世界史)
- 宮下典男（漢文）

## ネットしていた放送局
AM・21局、FM・9局を含む31局ネットで放送していた。
| 放送地域       | 放送局名              | 放送期間     | 備考                                                                         |
| -------------- | --------------------- | ------------ | ---------------------------------------------------------------------------- |
| 関東広域圏     | 文化放送（QR）        |              |                                                                              |
| 全国放送       | ラジオたんぱ          |              |                                                                              |
| 北海道         | 札幌テレビ放送（STV） |              | 当時は札幌テレビ放送ラジオ局で、 現在はSTVラジオ                             |
| 青森県         | FM青森                | 1988年4月 -  |                                                                              |
| 秋田県         | FM秋田                | 1987年11月 - |                                                                              |
| 岩手県         | FM岩手                | 1985年10月 - |                                                                              |
| 宮城県         | FM仙台                |              |                                                                              |
| 山形県         | 山形放送（YBC）       |              |                                                                              |
| 福島県         | ラジオ福島（rfc）     |              | 1991年3月までは5:15 - 6:15、 1991年4月以降は24:00 - 25:00に放送              |
| 茨城県         | 茨城放送（IBS）       |              | 土・日に30分のみのネット 1994年3月ネット打ち切り （「Jランド」はネットせず） |
| 新潟県         | 新潟放送（BSN）       |              | 1993年10月以降深夜放送                                                       |
| 富山県         | 北日本放送（KNB）     |              | 1994年4月以降平日のみ深夜放送                                                |
| 石川県         | 北陸放送（MRO）       |              | 1994年4月以降深夜放送                                                        |
| 福井県         | 福井放送（FBC）       |              | 1986年4月以降深夜放送                                                        |
| 長野県         | 信越放送（SBC）       |              | 1994年4月以降深夜放送                                                        |
| 山梨県         | 山梨放送（YBS）       |              |                                                                              |
| 静岡県         | 静岡FM                |              |                                                                              |
| 中京広域圏     | 中部日本放送（CBC）   |              | 放送開始当初は東海ラジオがネット受けしていた（深夜帯）                       |
| 岐阜県         | 岐阜放送（GBS）       |              |                                                                              |
| 兵庫県         | ラジオ関西（CRK）     |              |                                                                              |
| 和歌山県       | 和歌山放送（wbs）     |              | 当初は深夜に放送                                                             |
| 島根県・鳥取県 | FM山陰                | 1986年10月 - |                                                                              |
| 広島県         | 広島FM                |              |                                                                              |
| 山口県         | FM山口                | 1986年10月 - |                                                                              |
| 愛媛県         | 南海放送（RNB）       |              | [ 注 6 ]                                                                     |
| 徳島県         | 四国放送（JRT）       |              |                                                                              |
| 福岡県         | RKB毎日放送           |              | かつては深夜に放送                                                           |
| 長崎県         | FM長崎                | 1986年4月 -  |                                                                              |
| 熊本県         | 熊本放送（RKK）       |              |                                                                              |
| 宮崎県         | 宮崎放送（MRT）       |              |                                                                              |
| 沖縄県         | 琉球放送（RBC）       |              | 1987年4月以降深夜放送                                                        |